# Heřmanice (Libereci járás)
Heřmanice település Csehországban, Libereci járásban. Heřmanice Chrastava, Kunratice, Frýdlant, Dětřichov és Bogatynia településekkel határos. Lakosainak száma 280 fő (2024. január 1.).

## Népesség
A település lakosságának változását az alábbi diagram mutatja:
| Lakosok száma | 1313 | 1237 | 1166 | 434  | 260  | 232  | 256  | 264  | 260  | 280  |
|               | 1869 | 1890 | 1921 | 1950 | 1980 | 2001 | 2017 | 2019 | 2022 | 2024 |